# Керчь (река)
Керчь (Керть) — река в Кемеровской области России, левый приток Чебулы. Впадает в Чебулу слева в 37 км от устья. Длина реки составляет 43 км.

## Притоки
(км от устья)
- 8 км: Большая Инюша (пр)
- 24 км: Сосновка (лв)

## Данные водного реестра
По данным государственного водного реестра России относится к Верхнеобскому бассейновому округу, водохозяйственный участок реки — Чулым от г. Ачинск до водомерного поста села Зырянское, речной подбассейн реки — Чулым. Речной бассейн реки — (Верхняя) Обь до впадения Иртыша.
Код водного объекта — 13010400212115200018774.